# Walter Schüßler (Politiker)
Walter Schüßler (* 17. Mai 1904 in Bosen; † 18. April 1976 in Saarbrücken) war ein deutscher Politiker (FDP). Er war von 1967 bis 1971 Abgeordneter im Landtag von Rheinland-Pfalz.

## Leben
Schüßler besuchte die Lehrerbildungsanstalt in Ottweiler und arbeitete fortan als Lehrer im Landkreis Birkenfeld. Er war über 25 Jahre als Lehrer in Leisel tätig. Von 1939 bis 1945 nahm er als Soldat am Zweiten Weltkrieg teil.
1933 trat er in die NSDAP ein, im Jahr darauf wurde er Mitglied der Nationalsozialistischen Volkswohlfahrt und des Nationalsozialistischen Lehrerbundes.
Nach 1945 schloss sich Schüßler der FDP an. 1966 wurde er zum Vorsitzenden des FDP-Kreisverbandes Birkenfeld gewählt. Er war von 1952 bis 1964 Mitglied der Amtsvertretung, von 1960 bis 1966 Mitglied des Gemeinderates und von 1960 bis 1964 Erster Amtsbeigeordneter. Ab 1964 war er Mitglied des Kreistages Birkenfeld und dort Vorsitzender der FDP-Fraktion.
Bei der Landtagswahl 1967 wurde er als Abgeordneter in den Landtag von Rheinland-Pfalz gewählt, dem er bis 1971 angehörte. Im Parlament war er Mitglied des Ausschusses für die Verwaltungsreform.
Walter Schüßler war verheiratet und hatte zwei Kinder.